# Josh Harding
Joshua Joel Harding (* 18. června 1984 v Regina, Saskatchewan) je bývalý kanadský hokejový brankář a trenér.

## Hráčská kariéra
V juniorské kariéře hrával za kluby Regina Pats a Brandon Wheat Kings v lize WHL tři roky. Během toho vyhrál v roce 2003 dvě trofeje, Four Broncos Memorial Trophy a Del Wilson Trophy, v sezóně patřil mezi nejlepší brankáře ligy WHL. V létě roku 2002 byl draftován klubem Minnesota Wild ze druhého kola z 38. místa. Před koncem roku 2003 byl nominován do juniorské kanadské reprezentace na mistrovství světa juniorů 2004. S reprezentací vybojovali stříbrné medaile. První profesionální sezónu mezi seniory začal na farmě Wild v Houston Aeros, v sezóně 2004/05 a v klubu bojoval o místo brankářské jedničky s Mikem Smithem.
8. března 2006 byl povolán do hlavního kádru Wild, jelikož byl Dwayne Roloson vyměněn do týmu Edmonton Oilers. Ještě předtím, než byl povolán do týmu Wild, vytvořil dva klubové rekordy v Houston Aeros (průměr obdržených branek a procento úspěšnosti zákroků). Za tým Minnesota Wild dohrál sezónu a třikrát se objevil na ledu, ve druhém zápase neobdržel branku a připsal si první čisté konto v NHL. Po skončení sezóny přišel do klubu Wild finský brankář Niklas Bäckström, který se stal druhým brankářem týmu. Vedení týmu Wild poslalo Harding zpět na farmu v Houston Aeros. Do hlavní sestavy Wild se v sezóně 2006/07 vrátil, a za klub odchytal sedm zápasů.
1. července 2007 byl brankář Minnesota Wild Manny Fernandez, brankářská jednička klubu v uplynulé sezóně, vyměněn do týmu Boston Bruins a o jedenáct dní později prodloužil Harding smlouvu o další dva roky za 1,45 miliónu dolarů . Po odchodu Fernandeze se posunul na pozici brankářské dvojky Wild, kde kryl záda spoluhráči Niklasu Bäckströmovi. Po vypršení smlouvy se nemohl dohodnout s klubem o nové smlouvě a nakonec, těsně před arbitráží se dohodl na nové roční smlouvě, kde si v příští sezóně přijde na 1,1 miliónu dolarů .
24. září 2010 se v přípravném zápase proti St. Louis Blues zranil, zpřetrhal si kolenní vazy na pravé noze a kvůli zranění musel vynechat celou sezónu 2010/11. Na jeho místo nastoupil z trhu volných hráčů José Théodore . Navzdory tomu, že neodehrál žádný zápas v sezóně 2010/11, prodloužil smlouvu s Wild na další rok za 1,2 miliónu dolarů . Do následující sezóny 2011/12 se vrátil zpět na led a opět plní funkci druhého brankáře klubu. Se 34 odchytaných zápasů bylo jeho maximální nasazení v zápasech jeho kariéry. 19. června 2012 opět prodloužil smlouvu v organizaci Wild na následující tři roky, vydělal si 5.700.000 dolarů. 28. listopadu 2012 byla u Hardinga zjištěna roztroušená skleróza (může způsobit rozmazané vidění a ovlivňuje rovnováhu a koordinaci). Po uzdravení nastoupil 20. ledna 2013 do zápasu proti Dallas Stars, ve kterém pokryl všech 24 střel a připsal si čisté konto.
V prvním kole playoff v roce 2013 proti Chicago Blackhawks se zranil brankář Niklas Backstrom, na jeho místo post jedničky usedl Harding, prohře však nezabránil, ze 37 střel pustil za svá záda dvě . To s sebou přineslo chválu od jeho spoluhráčů a oponenty pro svou neuvěřitelnou hru přesto, že byl ovlivněn roztroušenou sklerózou. Minnesota nepostoupila do druhého kola po prohrané série 1:4, po sezoně vyhrál Harding trofej Bill Masterton Memorial Trophy jako uznání za jeho úsilí. Byl připraven do nového ročníku NHL 2014/15, ale utrpěl zlomeninu pravé nohy . O několik měsíců později, kdy se uzdravil ze zraněných, byl umístěn na rozehrání do nové farmy Wild v AHL Iowa Wild. Ve druhém utkání za Iowa Wild, trpěl dehydratací, která byla v souvislosti s jeho roztroušené sklerózy a musel být hospitalizován. Kvůli přetrvávání zdravotních problémů ukončil kariéru.

## Trenérská kariéra
V letech 2016-2019 působil ve vysoké škole v Edině (soutěž USHS-MN) jako trenér brankářů.

## Osobní život
Hardingovi byla diagnostikována roztroušená skleróza v listopadu 2012 během tréninku ve výluce v NHL 2012-13. Harding žije v Edině v Minnesotě se svou ženou Sarou a jejich dvěma dětmi. Díky svému manželství má Harding nevlastního syna.

## Ocenění a úspěchy
- 2002 WHL – Druhý All-Star Team (Východ)
- 2003 WHL – První All-Star Team (Východ)
- 2003 CHL – Druhý All-Star Team
- 2003 WHL – Four Broncos Memorial Trophy
- 2003 WHL – Del Wilson Trophy
- 2006 AHL – All-Star Game (nenastoupil kvůli zranění)
- 2013 NHL – Bill Masterton Memorial Trophy

## Prvenství
- Debut v NHL – 4. dubna 2006 (St. Louis Blues proti Minnesota Wild)
- První inkasovaný gól v NHL – 4. dubna 2006 (St. Louis Blues proti Minnesota Wild, americkým útočníkem Lee Stempniak)
- První vychytaná nula v NHL – 11. dubna 2006 (Chicago Blackhawks proti Minnesota Wild)

## Rekordy
Klubové rekordy Houston Aeros
- nejnižší průměr obdržených branek za zápas v sezóně: 2.01
- procento úspěšnosti zákroků za sezónu: 93.0 %

Klubové rekordy Minnesota Wild
- nejnižší průměr obdržených branek za zápas v sezóně: 1.66 (2013-14)

## Statistiky

### Základní části
| Sezona       | Tým                 | Liga         | Z   | V  | P  | R/Pvp | MIN  | OG  | ČK | POG  | %ChS |
| ------------ | ------------------- | ------------ | --- | -- | -- | ----- | ---- | --- | -- | ---- | ---- |
| 2001/2002    | Regina Pats         | WHL          | 42  | 27 | 13 | 1     | 2389 | 95  | 4  | 2.39 | 90.6 |
| 2002/2003    | Regina Pats         | WHL          | 57  | 18 | 24 | 13    | 3385 | 155 | 3  | 2.75 | 91.4 |
| 2003/2004    | Regina Pats         | WHL          | 28  | 12 | 14 | 2     | 1665 | 67  | 2  | 2.41 | 92.7 |
| 2003/2004    | Brandon Wheat Kings | WHL          | 27  | 13 | 11 | 3     | 1612 | 65  | 5  | 2.42 | 92.0 |
| 2004/2005    | Houston Aeros       | AHL          | 42  | 21 | 16 | 3     | 2387 | 80  | 4  | 2.01 | 93.0 |
| 2005/2006    | Houston Aeros       | AHL          | 38  | 29 | 8  | 0     | 2215 | 99  | 2  | 2.68 | 91.9 |
| 2005/2006    | Minnesota Wild      | NHL          | 3   | 2  | 1  | 0     | 185  | 8   | 1  | 2.59 | 90.4 |
| 2006/2007    | Houston Aeros       | AHL          | 38  | 17 | 16 | 4     | 2270 | 94  | 1  | 2.48 | 92.0 |
| 2006/2007    | Minnesota Wild      | NHL          | 7   | 3  | 2  | 1     | 361  | 7   | 1  | 1.16 | 96.0 |
| 2007/2008    | Minnesota Wild      | NHL          | 29  | 11 | 15 | 2     | 1571 | 77  | 1  | 2.94 | 90.8 |
| 2008/2009    | Minnesota Wild      | NHL          | 19  | 3  | 9  | 1     | 870  | 32  | 0  | 2.21 | 92.9 |
| 2009/2010    | Minnesota Wild      | NHL          | 25  | 9  | 12 | 0     | 1300 | 66  | 1  | 3.05 | 90.0 |
| 2011/2012    | Minnesota Wild      | NHL          | 34  | 13 | 12 | 4     | 1855 | 81  | 2  | 2.62 | 91.7 |
| 2012/2013    | Minnesota Wild      | NHL          | 5   | 1  | 1  | 0     | 185  | 10  | 1  | 3.24 | 86.3 |
| 2012/2013    | Houston Aeros       | AHL          | 2   | 1  | 1  | 0     | 100  | 5   | 0  | 3.00 | 91.8 |
| 2013/2014    | Minnesota Wild      | NHL          | 29  | 18 | 7  | 3     | 1668 | 46  | 3  | 1.65 | 93.3 |
| 2014/2015    | Iowa Wild           | AHL          | 2   | 0  | 1  | 1     | 107  | 6   | 0  | 3.37 | 92.0 |
| Celkem v NHL | Celkem v NHL        | Celkem v NHL | 151 | 60 | 59 | 11    | 7994 | 327 | 10 | 2.45 | 91.8 |

### Play-off
| Sezona       | Tým                 | Liga         | Z  | V | P | MIN | OG | ČK | POG  | %ChS |
| ------------ | ------------------- | ------------ | -- | - | - | --- | -- | -- | ---- | ---- |
| 2001/2002    | Regina Pats         | WHL          | 6  | 2 | 4 | 325 | 16 | 0  | 2.95 | 89.0 |
| 2002/2003    | Regina Pats         | WHL          | 5  | 1 | 4 | 321 | 13 | 0  | 2.43 | 93.9 |
| 2003/2004    | Brandon Wheat Kings | WHL          | 11 | 5 | 6 | 660 | 36 | 0  | 3.27 | 89.7 |
| 2004/2005    | Houston Aeros       | AHL          | 2  | 0 | 2 | 119 | 8  | 0  | 4.03 | 89.3 |
| 2005/2006    | Houston Aeros       | AHL          | 8  | 4 | 4 | 476 | 30 | 0  | 3.79 | 88.6 |
| 2007/2008    | Minnesota Wild      | NHL          | 1  | 0 | 0 | 20  | 0  | 0  | 0.00 | 100  |
| 2012/2013    | Minnesota Wild      | NHL          | 5  | 1 | 4 | 245 | 12 | 0  | 2.94 | 91.1 |
| Celkem v NHL | Celkem v NHL        | Celkem v NHL | 6  | 1 | 4 | 265 | 12 | 0  | 2.72 | 91.8 |

### Reprezentace
| Rok                       | Tým                       | Soutěž                    | Z | V | P | MIN | OG | ČK | POG  | %ChS |
| ------------------------- | ------------------------- | ------------------------- | - | - | - | --- | -- | -- | ---- | ---- |
| 2002                      | Kanada 18                 | MS-18                     | 2 | 2 | 0 | 120 | 2  | 0  | 1.00 | 96.7 |
| 2004                      | Kanada 20                 | MSJ                       | 1 | 1 | 0 | 60  | 1  | 1  | 0.00 | 100  |
| Juniorská kariéra celkově | Juniorská kariéra celkově | Juniorská kariéra celkově | 3 | 3 | 0 | 180 | 3  | 1  |      |      |

Legenda
- Z – Odehrané zápasy (Zápasy)
- V – Počet vyhraných zápasů (Vítězství)
- P – Počet prohraných zápasů (Porážky)
- R/PVP – Počet remíz respektive porážek v prodloužení zápasů (Remízy/Porážky v prodloužení)
- MIN – Počet odchytaných minut (Minuty)
- OG – Počet obdržených branek (Obdržené góly)
- ČK – Počet vychytaných čistých kont (Čistá konta)
- POG – Počet obdržených branek (Počet obdržených gólů)
- G – Počet vstřelených branek (Góly)
- A – Počet přihrávek na branku (Asistence)
- %CHS – % chycených střel (% chycených střel)